# Sten Glenn Håberg
Sten Glenn Håberg (Kristiansand, 22 aprile 1964) è un ex calciatore norvegese, di ruolo attaccante.

## Carriera

### Club
Håberg cominciò la carriera con la maglia dello Start. Segnò 25 reti in 92 incontri di campionato. Passò poi al Lillestrøm, dove vinse il campionato 1986. Terminata questa esperienza, tornò allo Start, dove rimase fino al 1991. Nello stesso anno, infatti, fu acquistato dal Brann, dove militò per le successive tre stagioni. Nel 1994 si trasferì allo Åsane, dove chiuse la carriera.

### Nazionale
Conta 11 presenze e 3 reti per la Norvegia under 21. Debuttò il 15 giugno 1982, nel successo per 0-1 sulla Danimarca under 21. L'11 settembre 1984 segnò le prime reti, quando fu autore di una doppietta nel successo per 3-0 sulla Svizzera under 21.
Disputò poi 8 incontri per la Nazionale maggiore, esordendo il 24 settembre 1986 nel pareggio a reti inviolate contro la Germania Est.

## Palmarès

### Club

#### Competizioni nazionali
- Campionato norvegese: 1

Lillestrøm: 1986